# Khoubana
Khoubana est une commune de la wilaya de M'Sila en Algérie.